# Mickey Mantle
Mickey Charles Mantle (* 20. Oktober 1931 in Spavinaw, Oklahoma; † 13. August 1995 in Dallas, Texas) auch The Commerce Comet oder The Mick genannt, war ein US-amerikanischer Baseballspieler.

## Leben und Karriere
Er spielte 18 Jahre für die New York Yankees und ersetzte Joe DiMaggio in der Position des Center Fielders (Mitte des Außenfeldes). Seine Karriere war von vielen Verletzungen geprägt.
Er galt als einer der beliebtesten Spieler der 1950er und 1960er Jahre. 1956 gewann er die Triple-Crown-Trophäe (die meisten Home Runs, die meisten RBIs und den höchsten Schlagdurchschnitt in einer Saison). Mantle erzielte zudem in zehn Jahren jeweils einen Batting Average von wenigstens 300 (also 30 %) und teils klar darüber, was eine phänomenale Leistung ist und ihn in dieser Hinsicht klar in die Spitze der ewigen Statistik stellt. Er gilt mit seiner Riesenausbeute an Home Runs und RBIs bis heute noch immer als einer der zwei oder drei besten Switch Hitter (Batter, der links- und rechtshändig schlagen kann) der Geschichte.
Der Name Mickey Mantle ist auch mit einer Reihe der gewaltigsten Home-Run-Schläge in der Geschichte des Baseballs verbunden. Der bekannteste Fall ist wohl das Geschoss, welches am 22. Mai 1963 (gegen die Kansas City Athletics – später Oakland Athletics) fast über das Tribünendach im Yankee Stadium geflogen wäre. Der Ball krachte jedoch nur wenig tiefer gegen eine unter der Dachkante angebrachte schmale Blende. Baseballbegeisterte Fachleute haben lange gestritten, wie weit der Ball geflogen wäre, hätte er das Dach passiert. Da so gut wie alle Augenzeugen versicherten, der Ball sei noch im Steigen gewesen, ist man heute weitgehend einig, dass eine Flugstrecke von ca. 730 Fuß, also fast 225 Metern, erreicht worden wäre. Zudem gibt es eine Reihe von angesehenen Gewährspersonen – darunter auch gegnerische Spieler – die mindestens zwei Fälle bezeugen, in denen Mickey beim Training (batting practice genannt) Bälle tatsächlich aus dem Yankee Stadium hinaus schlug. Außerdem konnten alle Zuschauer sehen, wie Mantle wiederholt auswärts Bälle über Tribünendächer beförderte, so mehrmals im Tiger Stadium in Detroit.
Schon als Jugendlicher hatte er sich beim Footballspiel in der High School eine Beinverletzung zugezogen, aus welcher sich eine Osteomyelitis entwickelte. Um eine Amputation kam er wohl nur deshalb herum, weil gerade eine neue „Wundermedizin“ namens Penicillin bekannt wurde. Das betroffene Bein plagte ihn jedoch sein Leben lang immer wieder. Zudem trat er schon 1951 bei dem Versuch, einen (übrigens von dem späteren „Hall of Famer“ Willie Mays) sehr weit geschlagenen Flugball zu fangen, mit seinen Spikes derart unglücklich in die Abdeckung eines Drainagegullys, dass sich sein rechtes Bein regelrecht in sich verdrehte, wovon eine Schädigung des Knies zurückblieb, die ihn zusätzlich dauerhaft behinderte.
Gegen Ende seiner Karriere verfiel er immer mehr dem Alkohol, was sich nach seinem Abtreten 1969 zur Sucht entwickelte, wegen derer er sich mehrmals in das bekannte Betty Ford Center zur Behandlung begeben musste. Es wurde ihm deshalb 1995 eine neue Leber transplantiert, was seine Lebensspanne jedoch nicht mehr viel verlängern konnte, hatte man doch bei dem Eingriff Krebs im nicht mehr heilbaren Stadium diagnostiziert, dem er wenig später erlag. Mickey Mantles Grab befindet sich auf dem Sparkman-Hillcrest Memorial Park Cemetery in Dallas.
Mickey Mantle trug als Spieler das Trikot mit der Rückennummer 7. Wie bei einigen anderen verdienten bzw. berühmten Spielern auch, haben die New York Yankees diese Rückennummer „retired“ („pensioniert“), d. h. es wird kein Spieler der Yankees mit dieser Rückennummer im regulären Spielbetrieb mehr auflaufen.
Am 23. Dezember 1951 heiratete er Merlyn Johnson (1932–2009), das Paar hatte 4 Söhne.

## Erfolge
- 1956 gewann er die Triple Crown und wurde mit der Sportler des Jahres-Auszeichnung von Associated Press geehrt.
- Er erreichte die meisten Home Runs in einer World Series (18)
- Er ist 16-facher All-Star
- Er wurde in die Baseball Hall of Fame aufgenommen
- Ihm gelangen in seiner Karriere 536 Home Runs
- Sein Lifetime Hitting Average beträgt .296

## Sonstiges
- In New York City gibt es seit über 20 Jahren die Mickey Mantle Sports Bar. Gezeigt werden Devotionalien aus dem Leben Mantles sowie anderer berühmter Sportler der Vereinigten Staaten.

- In der Filmkomödie Ein Hauch von Nerz (1962) hat er einen Kurzauftritt mit den Hauptdarstellern Doris Day und Cary Grant sowie den New York Yankees Roger Maris und Yogi Berra.

- In dem Filmthriller French Connection II (1975) nimmt die Hauptfigur, der Drogenpolizist Jimmy „Popeye“ Doyle, gespielt von Gene Hackman, direkt Bezug auf Mickey Mantle. Doyle (der Charakter basiert auf einer realen Figur) habe in seiner Jugend Baseballspieler werden wollen und in derselben Mannschaft gespielt wie der junge Mickey Mantle. Als er erkennen musste, dass seine spielerischen Fähigkeiten weit unter denen von Mantle lagen, sei er bei der Polizei eingetreten. Doyle spricht während einer brutalen Drogenentziehungskur, während der er seine Beherrschung verliert, den eigentlich beleidigenden Satz "Mickey Mantle sucks!" Mantle, ein Fan des Schauspielers Hackman, hat den Produzenten gegenüber persönlich sein Einverständnis gegeben, dass dieser Satz im Film gesprochen werden darf.

- Weiters wird im 2002 veröffentlichten Film Catch Me If You Can mehrmals auf Mickey Mantle und die New York Yankees Bezug genommen.

- Ebenso wird im Film In einer kleinen Stadt auf die Sammelkarten von Mickey Mantle eingegangen.[2]
- Eine solche Sammelkarte aus dem Jahr 1952 wurde im August 2022 für die Rekordsumme von 12,6 Mio. $ versteigert.[3]

- In einer Dick-Cavett-Show[4] mit Paul Simon und Whitey Ford erzählte Mantle, dass er bis zum 16. Lebensjahr Bettnässer war. Paul Simon, in Queens aufgewachsen und Yankee-Fan, für den Mantle ein Held seiner Jugend war, meinte völlig konsterniert „You wet your bed ’til your sixth... Mickey Mantle wet his bed?“ („Sie waren Bettnässer bis sechz... Mickey Mantle machte ins Bett?“). In Paul Simons Video Me and Julio Down by the Schoolyard[5] von 1989 hat Mantle einen späten Auftritt.
- In der Sitcom Alle lieben Raymond geht es in der Folge Der doppelte Weihnachtsmann (Staffel 1, Folge 12) um einen alten Baseball, der von Mickey Mantle signiert wurde, bis die Hauptfigur Ray Barone erfährt, dass die Unterschrift ein Fake ist.